# Chance (Oklahoma)
Pour les articles homonymes, voir Chance (homonymie).
Chance est une census-designated place du comté d'Adair, dans l'État d'Oklahoma, aux États-Unis,. En 2020, elle compte une population de 215 habitants.